# Torres de la Alameda
Torres de la Alameda ist eine Stadt und eine zentralspanische Gemeinde (municipio) mit 7.758 Einwohnern (Stand: 2024) im Osten der Autonomen Gemeinschaft Madrid im Übergang zur Autonomen Region Kastilien-La Mancha. Die Gemeinde gehört zur Kulturlandschaft der Alcarria.

## Lage und Klima
Die ca. 655 m hoch gelegene Stadt Torres de la Alameda liegt im Iberischen Hochland (meseta) südöstlich des Kastilischen Scheidegebirges. Die spanische Hauptstadt Madrid befindet sich gut 38 km (Fahrtstrecke) westlich; die Stadt Guadalajara ist etwa 43 km in nordöstlicher Richtung entfernt. Das Klima im Winter ist gemäßigt, im Sommer dagegen warm bis heiß; die eher geringen Niederschlagsmengen (ca. 450 mm/Jahr) fallen – mit Ausnahme der nahezu regenlosen Sommermonate – verteilt übers ganze Jahr.

## Bevölkerungsentwicklung
| Jahr      | 1857 | 1900 | 1950  | 2001  | 2019  |
| Einwohner | 815  | 885  | 1.030 | 4.353 | 7.779 |

Der Ort war bis zur Mitte des 20. Jahrhunderts nur eine Landgemeinde; aufgrund seiner Lage im Großraum Madrid ist die Einwohnerzahl der Gemeinde jedoch seitdem deutlich angestiegen.

## Wirtschaft
Torres de la Alameda war jahrhundertelang landwirtschaftlich geprägt; die Menschen lebten weitgehend als Selbstversorger von den Erträgen der umliegenden Felder und Hausgärten. Inzwischen haben sich kleinere Unternehmen des Metall- und Logistikgewerbes angesiedelt.

## Geschichte
Auf dem Gemeindegebiet gibt es spärliche Funde aus römischer Zeit, die jedoch nur schwerlich als Beweis für menschliche Ansiedlungen gedeutet werden können. Im 8. Jahrhundert wurde die Gegend durch maurische Heere verwüstet. Nach der Rückeroberung der Gebiete nördlich von Toledo im Jahr 1085 durch Alfons VI. von León wurde die Gegend zeitweilig dem Santiagoorden unterstellt; später gehörte sie zum Einflussbereich des Rats (concejo) von Alcalá de Henares. Etwa gleichzeitig begann die Phase der Wiederbevölkerung (repoblación) durch Christen aus allen Teilen der Iberischen Halbinsel. Im Jahr 1555 erhielt der Ort die Stadtrechte (villazgo).

## Sehenswürdigkeiten

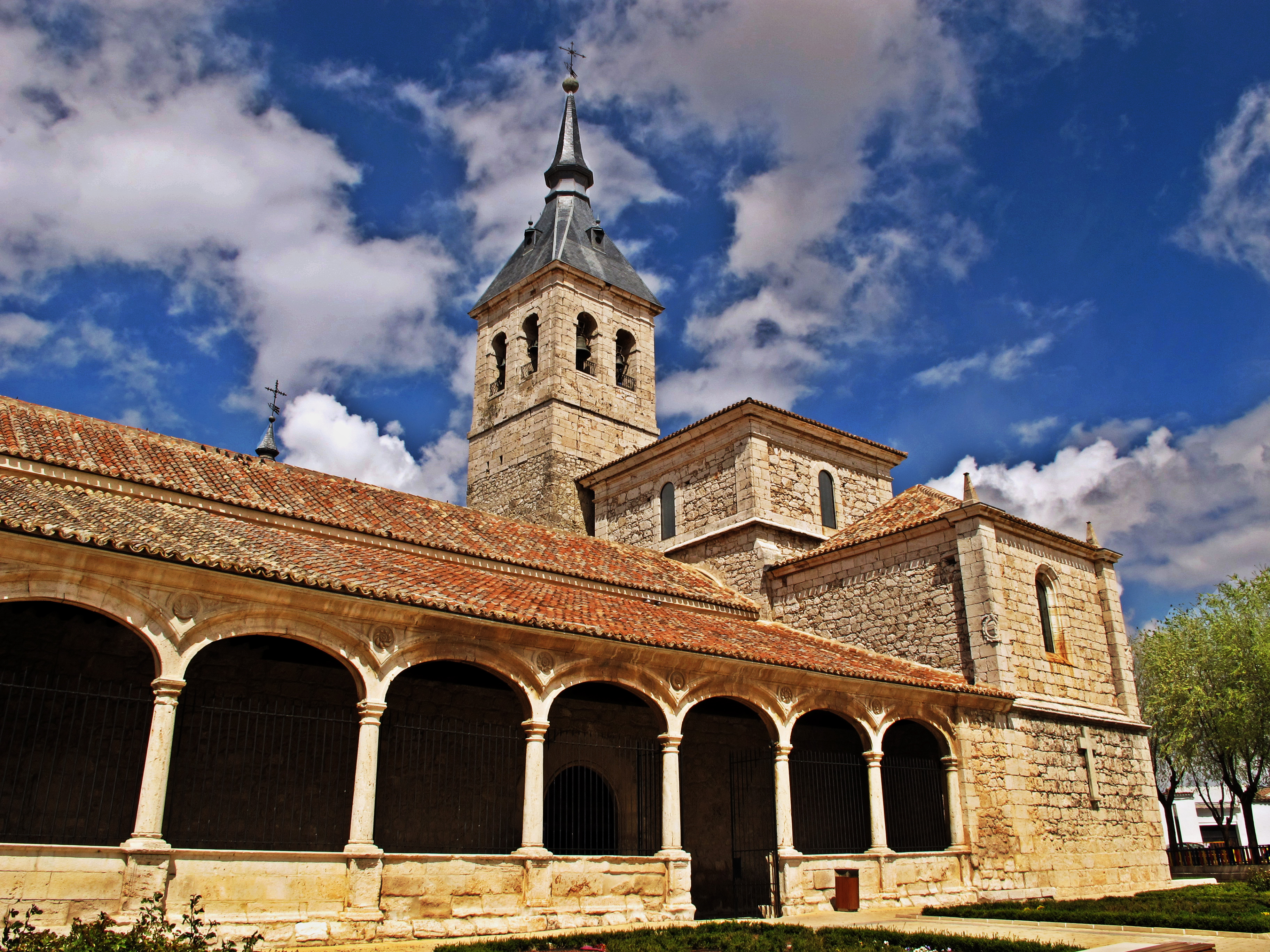
Iglesia de Nuestra Señora de la Asunción

- Der von alten, aber nur wenig ansehnlichen Häusern gesäumte zentrale Platz des Ortes wurde zu Beginn des 21. Jahrhunderts neu gestaltet.
- Die der Himmelfahrt Mariens geweihte Iglesia de Nuestra Señora de la Asunción entstand zum Teil im – durch den Wechsel von Natur- und Ziegelsteinlagen gekennzeichneten – Mudéjar-Stil des 16. Jahrhunderts; die beinahe monumental wirkenden Ostteile sind steinsichtig. Der Glockenturm (campanario) erhebt sich auf dem Unterbau eines ehemaligen Wehrturms. Auffällig ist die nach Süden offene Vorhalle (claustro porticado) mit breit gespannten Korbbögen. Das Kircheninnere ist dreischiffig; der Vierungsbereich ist gegenüber dem Apsisgewölbe bzw. gegenüber den offenen Dachstühlen im Langhaus erhöht und eigenständig belichtet (Laternenturm). Die einstmals bedeutende Innenausstattung wurde während des Spanischen Bürgerkriegs (1936–1939) vernichtet.[4][5][6]
- Die beinahe kubisch geformte und im Äußern nahezu schmucklose Ermita de la Soledad entstand etwa zur gleichen Zeit wie die Kirche; Mudéjar-Elemente fehlen jedoch. Der Bau dient heute als Museum für sakrale Kunst.[7]